# Blacus capeki
Blacus capeki är en stekelart som beskrevs av Haeselbarth 1973. Blacus capeki ingår i släktet Blacus och familjen bracksteklar. Inga underarter finns listade.